# Владислава Крстић
Владислава Крстић (Београд, 2 април 1978) уметница је млађе генерације која је по завршетку Факултета ликовних уметности Универзитета уметности у Београду ступила на ликовну сцену Србије са већ изграђеним стилом и начином вајарског изражавања у класичним скулптуралним формама које одишу свежином.
Члан је УЛУС-а од 2008. године. До сада је излагала на колективним и самосталним изложбама у земљи и иностранству.

## Живот и каријера
Владислава Крстић рођена је 2. априла 1978. године у Београду, од мајке Јоване (девојачко Симић) и оца Милоша Крстића. Основно образовање стекла је Београду, након којег је уписала и дипломирала вајарство на Факултету ликовних уметности Универзитета уметности у Београду, у класи професора Славољуба Радојчића а затим и Академске специјалистичке студије, на истом факултету, у класи професора Николе Вукосављевића.
Владислава Крстић је члан УЛУС-а од 2008. године. Живи и ствара у Београду, у статусу самосталног уметника од 2009.

## Уметнички рад
Оно што у уметничком раду Владиславе Крстић импресионира је истинско вајарско образовање, посебно из анатомије човековог тела, завидни професионални ниво и несумњиви дар за владање вајарском техником обликовања пре свега мушког торза и вешто креативно изражавање на правом и високом уметничком нивоу.
За вајарство Владиславе Крстић може се рећи да је узбудљива мисија у којој исказује сопствене (уметничке) ставове, користећи се опробаним технолошким поступцима од старина, којима успешно савладава многе животне баријере. Кроз своје скулптуре, пре свега у форми торза и портрета, Владиславе Крстић износи свој став о животу у веома заоштреним друштвеним околностима, стварајући сопствену истину и виђење савременог човека, који битише у сопственом свету пуног хаоса, који уметницу истовремено окупира али и инспирише.
| „ | Владислава ломи табу савременог света који врше дискриминацију, и исказује је „разликујући“ људе (који нису сви исти) бирајући кога хоће, а кога неће да прикажу. | ” |

На својим скулптурама, користећи при томе различите вајарске материјале и боју, Владиславе Крстић ствара дела на високом „занатском“ нивоу, не умањујући „уметничку“ вредност остварења. Јер, током дугих разобља антике и средњег века, када су стварана небројена ремек-дела, artifex је био термин којим су означавани и занатлије и уметници.
Снагу људког тела Владиславе Крстић исказује, чинећи то на један суптилан начин, приказујући најчешће лепоту мушког торза, иако у већ виђеном, на један само њој својствен начин, као да тиме жели да искаже своју унутрашњу љубав према људима са којима живи у свом окружењу.
| „ | Чак и у аутопортретима Владиславе Крстић посведочен је исти поступак, где се ауторка у процесу стварања намерно и успешно „раздвојила“ на стваралачки субјекат и објекат посматрања како би аутентично представила своју личност, а не себе-уметницу. Таквим третманом објекта од стране аутора, посматрач је слободан да и сам приступи делу као личност, јер му се не намеће волунтаристички и парцијални фрагмент стварности у интерпретацији некаквог уметника-егоцентрика. | ” |

## Самосталне изложбе
| Година | У земљи                                                                    | Година | У иностранству                                      |
| ------ | -------------------------------------------------------------------------- | ------ | --------------------------------------------------- |
| 2013.  | - Ниш, Галерија Арт55, „Хероји“ - Београд, КЦ Кућа краља Петра I, „Хероји“ |        |                                                     |
| 2010.  | - Београд, Продајна галерија „Београд“, „Лица“,                            | 2010.  | - Котор, Црна Гора, Градска галерија, „Лица/Faces“, |
| 2008.  | - Нови Београд, Галерија СКЦ, Нови Београд, „Портрети“,                    |        |                                                     |

## Учешће на колективним изложбама у земљи и иностранству
| Година | У земљи | Година | У иностранству |
| ------ | --- | ------ | --- |
| 2013.  | - Зрењанин, Савремена галерија „30х30“ - Панчево, Галерија савремене уметности, Изложба скулптура „Вајари 12+“ - Мајданпек, Галерија Центра за културу, IV Међународна изложба „Уметност у минијатури“, - Београд, Уметнички павиљон “Цвијета Зузорић”, „Јесења изложба“, - Београд, Железнички музеј, Изложба вајара Србије, - Мајданпек, Галерија Центра за културу, XI Међународна изложба „Жене сликари“, - Београд, Галерија Траг, Изложба скулптура вајара 12+,           | 2013.  | - Бар, Галерија „Велимир А. Лековић“, Изложба скулптура и цртежа 12+, (XXVI Барски љетопис)                                 |
| 2012.  | - Мајданпек, Галерија Центра за културу, III Међународна изложба „Уметност у минијатури“, - Београд, Уметнички павиљон “Цвијета Зузорић”, „Јесења изложба“, - Београд, Уметнички павиљон “Цвијета Зузорић”, Прво београдско тријенале цртежа и ситне пластике, - Београд, Уметнички павиљон “Цвијета Зузорић”, Годишња изложба вајара Србије, - Мајданпек, Галерија Центра за културу, X Међународна изложба, „Жене сликари“, - Београд, Дунавски уметнички излог, „Скулптуре“. |        | |
| 2011.  | - Београд, Галерија „Сингидунум“, XVIII београдска мини-арт сцена, - Шабац, Галерија Културни центра, IV бијенале акта, - Шабац, Галерија Културни центра, XX изложба малог формата, |        | |
| 2010.  | - Београд, Уметнички павиљон „Цвијета Зузорић”, Пролећна изложба, | 2010.  | - Лас Вегас, САД, , |
| 2009.  | - Београд, Галерија „Сингидунум“, XVI београдска мини-арт сцена, - Београд, Уметнички павиљон “Цвијета Зузорић”, Бијенале цртежа и мале пластике, Уметнички павиљон “Цвијета Зузорић”, | 2009.  | - Округ Оринџ (Калифорнија), САД, ,                                                                                         |
| 2008.  | - Београд, Уметнички павиљон “Цвијета Зузорић”, „Јесења изложба“, - Београд Уметнички павиљон „Цвијета Зузорић”, „Пролећна изложба“, - Београд Уметнички павиљон „Цвијета Зузорић”, Нови чланови 2008, | 2008.  | - Тузла, Босна и Херцеговина, Међународна галерија портрета, Интернационални бијенални фестивал портрета – цртеж и графика, |
| 2007.  | - Београда, Галерија Дома омладине, 36. изложба цртежа и скулптура малог формата студената ФЛУ из Београда |        | |
| 2006.  | - Шабац, Галерија Културног центра, VI изложба портрета, - Смедерево, Галерија савремене уметности, Изложба студената V године ФЛУ 2006, - Београд, Галерија ФЛУ, Изложба радова награђених студената за школску 2005/06 са ФЛУ у Београду, - Београда, Галерија Дома омладине, 35. изложба цртежа и скулптура малог формата студената ФЛУ из Београда, |        | |
| 2005.  | - Београд, Галерија ФЛУ, Изложба радова награђених студената за школску 2004/05, - Београд, Галерија Дома омладине, XXXIV изложба цртежа, скулптура и објеката малог формата студената ФЛУ – Београд, - Београд, Галерија Палета, Ауторска честитка 2005, |        | |
| 2004.  | - Београд, Галерија Дома омладине, XXXIII изложба цртежа и скулптура малог формата студената ФЛУ – Београд, |        | |
| 2010.  | - Београд, Уметничкi павиљон „Цвијета Зузорић”, Пролећна изложба УЛУС-а. |        | |

## Награде
- 2009. Masters of the arts, second place (награда на изложби World Art Expo 09)
- 2008. Златно длето (награда УЛУС-a на Пролећној изложби)
- 2006. Награда „Кузмановић” за портрет (награда ФЛУ)
- 2005. Награда “Илија Коларевић, вајар” за најбоље изведени акт (награда ФЛУ).[а]

## Стипендије
- 2007. Стипендија Града Београда
- 2006. Eurobank „EFG школарина“ за студенте завршне године државних факултета за остварене изванредне резултате током студија
- 2006. Стипендија Републичке фондације за развој научног и уметничког подмлатка.

## Галерија
- Торзо-5
- Торзо-1
- Торзо-2
- Аутопортрет
- Торзо
- Теракота